# 서부 콘퍼런스 (WNBA)
서부 콘퍼런스(영어: Western Conference)는 WNBA(영어: Women's National Basketball Association)를 구성하는 두 개의 콘퍼런스 중 하나이고, 다른 하나는 동부 콘퍼런스(영어: Eastern Conference)다. 서부 콘퍼런스는 댈러스 윙스, 골든스테이트 발키리스, 라스베이거스 에이시즈, 로스앤젤레스 스파크스, 미네소타 링크스, 피닉스 머큐리, 시애틀 스톰 등 7개 팀으로 구성돼 있다.

## 현재 서부 콘퍼런스 소속 팀
| 구단명                | 연고지                    | 경기장                 | 수용인원 | 창단   |
| --------------------- | ------------------------- | ---------------------- | -------- | ------ |
| 댈러스 윙스           | 텍사스주 알링턴           | 칼리지 파크 센터       | 7,000명  | 1998년 |
| 골든스테이트 발키리스 | 캘리포니아주 샌프란시스코 | 체이스 센터            | 18,064명 | 2025년 |
| 라스베이거스 에이시즈 | 네바다주 패러다이스       | 미켈롭 울트라 아레나   | 12,000명 | 1997년 |
| 로스앤젤레스 스파크스 | 캘리포니아주 로스앤젤레스 | 크립토닷컴 아레나      | 19,060명 | 1997년 |
| 미네소타 링크스       | 미네소타주 미니애폴리스   | 타깃 센터              | 19,356명 | 1999년 |
| 피닉스 머큐리         | 애리조나주 피닉스         | PHX 아레나             | 18,422명 | 1997년 |
| 시애틀 스톰           | 워싱턴주 시애틀           | 클라이멋 플레지 아레나 | 18,100명 | 2000년 |

### 신생팀
| 팀              | 연고지            | 경기장    | 수용인원 | 리그 참가 |
| --------------- | ----------------- | --------- | -------- | --------- |
| 포틀랜드 파이어 | 오리건주 포틀랜드 | 모다 센터 | 19,393명 | 2026년    |

## 과거 서부 콘퍼런스에 소속되던 팀
| 구단명                                  | 연고지                  | 콘퍼런스 참가년도 | 경기장                                  | 수용인원                  | 비고                            |
| --------------------------------------- | ----------------------- | ----------------- | --------------------------------------- | ------------------------- | ------------------------------- |
| 유타 스타즈                             | 유타주 솔트레이크시티   | 1997년~2002년     | 델타 센터                               | 19,911명                  | 라스베이거스 에이시즈의 전신임. |
| 샌안토니오 실버스타스/샌안토니오 스타스 | 텍사스주 샌안토니오     | 2003년~2017년     | AT&T 센터 프리먼 콜리시엄               | 18,581명 9,800명          | 라스베이거스 에이시즈의 전신임. |
| 포틀랜드 파이어                         | 오리건주 포틀랜드       | 2000년~2002년     | 로즈 가든                               | 20,636명                  | 빈칸                            |
| 새크라멘토 모나크스                     | 캘리포니아주 새크라멘토 | 1997년~2009년     | 아코 아레나                             | 17,317명                  | 빈칸                            |
| 휴스턴 코메츠                           | 텍사스주 휴스턴         | 1998년~2008년     | 컴팩 센터 도요타 센터 릴라이언트 아레나 | 16,285명 18,055명 8,000명 | 빈칸                            |
| 털사 쇼크                               | 오클라호마주 털사       | 2010년~2015년     | BOK 센터                                | 17,839명                  | 댈러스 윙스의 전신임.           |

## 역대 서부 콘퍼런스 라인업
| 연도          | 팀 | 참가팀 수 |
| ------------- | --- | --------- |
| 1997년        | 피닉스 머큐리 · 로스앤젤레스 스파크스 · 새크라멘토 모나크스 · 유타 스타즈                                                                             | 4팀       |
| 1998년        | 피닉스 머큐리 · 로스앤젤레스 스파크스 · 새크라멘토 모나크스 · 유타 스타즈 · 휴스턴 코메츠                                                             | 5팀       |
| 1999년        | 피닉스 머큐리 · 로스앤젤레스 스파크스 · 새크라멘토 모나크스 · 유타 스타즈 · 휴스턴 코메츠 · 미네소타 링크스                                           | 6팀       |
| 2000년~2002년 | 피닉스 머큐리 · 로스앤젤레스 스파크스 · 새크라멘토 모나크스 · 유타 스타즈 · 휴스턴 코메츠 · 미네소타 링크스 · 포틀랜드 파이어 · 시애틀 스톰           | 8팀       |
| 2003년~2008년 | 피닉스 머큐리 · 로스앤젤레스 스파크스 · 새크라멘토 모나크스 · 휴스턴 코메츠 · 미네소타 링크스 · 시애틀 스톰 · 샌안토니오 실버스타스                   | 7팀       |
| 2009년        | 피닉스 머큐리 · 로스앤젤레스 스파크스 · 새크라멘토 모나크스 · 미네소타 링크스 · 시애틀 스톰 · 샌안토니오 실버스타스                                   | 6팀       |
| 2010년~2013년 | 피닉스 머큐리 · 로스앤젤레스 스파크스 · 미네소타 링크스 · 시애틀 스톰 · 샌안토니오 실버스타스 · 털사 쇼크                                             | 6팀       |
| 2014년~2015년 | 피닉스 머큐리 · 로스앤젤레스 스파크스 · 미네소타 링크스 · 시애틀 스톰 · 샌안토니오 스타스 · 털사 쇼크                                                 | 6팀       |
| 2016년~2017년 | 피닉스 머큐리 · 로스앤젤레스 스파크스 · 미네소타 링크스 · 시애틀 스톰 · 샌안토니오 스타스 · 댈러스 윙스                                               | 6팀       |
| 2018년~2024년 | 피닉스 머큐리 · 라스베이거스 에이시즈 · 로스앤젤레스 스파크스 · 미네소타 링크스 · 시애틀 스톰 · 댈러스 윙스                                           | 6팀       |
| 2025년~현재   | 피닉스 머큐리 · 라스베이거스 에이시즈 · 로스앤젤레스 스파크스 · 미네소타 링크스 · 시애틀 스톰 · 댈러스 윙스 · 골든스테이트 발키리스                   | 7팀       |
| 2026년~미래   | 피닉스 머큐리 · 라스베이거스 에이시즈 · 로스앤젤레스 스파크스 · 미네소타 링크스 · 시애틀 스톰 · 댈러스 윙스 · 골든스테이트 발키리스 · 포틀랜드 파이어 | 8팀       |

## 역대 콘퍼런스 챔피언
| 연도 | 우승팀                | 시즌 성적      |
| ---- | --------------------- | -------------- |
| 1997 | 피닉스 머큐리         | 16승 12패 .571 |
| 1998 | 휴스턴 코메츠         | 27승 3패 .900  |
| 1999 | 휴스턴 코메츠         | 26승 6패 .813  |
| 2000 | 로스앤젤레스 스파크스 | 28승 4패 .875  |
| 2001 | 로스앤젤레스 스파크스 | 28승 4패 .875  |
| 2002 | 로스앤젤레스 스파크스 | 25승 7패 .781  |
| 2003 | 로스앤젤레스 스파크스 | 24승 10패 .706 |
| 2004 | 시애틀 스톰           | 20승 14패 .588 |
| 2005 | 새크라멘토 모나크스   | 25승 9패 .735  |
| 2006 | 새크라멘토 모나크스   | 21승 13패 .618 |
| 2007 | 피닉스 머큐리         | 23승 11패 .676 |
| 2008 | 샌안토니오 실버스타스 | 24승 10패 .706 |
| 2009 | 피닉스 머큐리         | 23승 11패 .676 |
| 2010 | 시애틀 스톰           | 28승 6패 .824  |
| 2011 | 미네소타 링크스       | 27승 7패 .794  |
| 2012 | 미네소타 링크스       | 27승 7패 .794  |
| 2013 | 미네소타 링크스       | 26승 8패 .765  |
| 2014 | 피닉스 머큐리         | 29승 5패 .853  |
| 2015 | 미네소타 링크스       | 25승 9패 .735  |
| 2016 | 미네소타 링크스       | 28승 6패 .824  |
| 2017 | 미네소타 링크스       | 27승 7패 .794  |
| 2018 | 시애틀 스톰           | 26승 8패 .765  |
| 2019 | 로스앤젤레스 스파크스 | 22승 12패 .647 |
| 2020 | 라스베이거스 에이시즈 | 18승 4패 .818  |
| 2021 | 피닉스 머큐리         | 19승 13패 .594 |
| 2022 | 라스베이거스 에이시즈 | 26승 10패 .722 |
| 2023 | 라스베이거스 에이시즈 | 34승 6패 .850  |
| 2024 | 미네소타 링크스       | 30승 10패 .750 |

### WNBA 파이널 우승
| 시즌 | 팀                    | 시즌 성적      |
| ---- | --------------------- | -------------- |
| 1998 | 휴스턴 코메츠         | 27승 3패 .900  |
| 1999 | 휴스턴 코메츠         | 26승 6패 .813  |
| 2000 | 로스앤젤레스 스파크스 | 28승 4패 .875  |
| 2001 | 로스앤젤레스 스파크스 | 28승 4패 .875  |
| 2002 | 로스앤젤레스 스파크스 | 25승 7패 .781  |
| 2004 | 시애틀 스톰           | 20승 14패 .588 |
| 2005 | 새크라멘토 모나크스   | 25승 9패 .735  |
| 2007 | 피닉스 머큐리         | 23승 11패 .676 |
| 2009 | 피닉스 머큐리         | 23승 11패 .676 |
| 2010 | 시애틀 스톰           | 28승 6패 .824  |
| 2011 | 미네소타 링크스       | 27승 7패 .794  |
| 2013 | 미네소타 링크스       | 26승 8패 .765  |
| 2014 | 피닉스 머큐리         | 29승 5패 .853  |
| 2015 | 미네소타 링크스       | 25승 9패 .735  |
| 2016 | 미네소타 링크스       | 28승 6패 .824  |
| 2017 | 미네소타 링크스       | 27승 7패 .794  |
| 2018 | 시애틀 스톰           | 26승 8패 .765  |
| 2020 | 라스베이거스 에이시즈 | 18승 4패 .818  |
| 2022 | 라스베이거스 에이시즈 | 25승 7패 .781  |
| 2023 | 라스베이거스 에이시즈 | 34승 6패 .850  |

## 콘퍼런스 우승 횟수
| 횟수 | 팀                                  |
| ---- | ----------------------------------- |
| 7회  | 미네소타 링크스                     |
| 5회  | 피닉스 머큐리 로스앤젤레스 스파크스 |
| 4회  | 라스베이거스 에이시즈               |
| 3회  | 시애틀 스톰                         |
| 2회  | 새크라멘토 모나크스 휴스턴 코메츠   |